# Championnat de Curaçao de football 2016
Navigation
Saison précédente Saison suivante
La saison 2016 du Championnat de Curaçao de football est la sixième édition de la Sekshon Pagá, le championnat de première division à Curaçao. Les dix meilleures équipes de l'île sont regroupées au sein d’une poule unique où elles s’affrontent au cours de plusieurs phases, avec des qualifications successives, jusqu'à la finale nationale. En fin de saison, le dernier du classement doit disputer un barrage de promotion-relégation face au champion de deuxième division.
C'est le RKSV Centro Dominguito, tenant du titre, qui est à nouveau sacré cette saison après avoir battu le RKSV Scherpenheuvel en finale. Il s’agit du cinquième titre de champion de Curaçao de l’histoire du club.

## Les clubs participants
- SV Hubentut Fortuna
- UD Banda Abou
- CSD Barber
- RKSV Centro Dominguito
- CRKSV Jong Holland
- RKSV Scherpenheuvel
- CRKSV Jong Colombia
- VESTA Willemstad - Promu de Sekshon Amatùr
- SV Victory Boys
- Sport Unie Brion-Trappers

## Compétition
Le barème utilisé pour établir le classement est le suivant :
- Victoire : 3 points
- Match nul : 1 point
- Défaite : 0 point

### Saison régulière
| Rang | Équipe                    | Pts | J  | G  | N | P  | Bp | Bc | Diff |
| ---- | ------------------------- | --- | -- | -- | - | -- | -- | -- | ---- |
| 1    | RKSV Centro DominguitoT   | 41  | 18 | 13 | 2 | 3  | 47 | 19 | +28  |
| 2    | CSD Barber                | 36  | 18 | 11 | 3 | 4  | 55 | 28 | +27  |
| 3    | RKSV Scherpenheuvel       | 33  | 18 | 9  | 6 | 3  | 34 | 19 | +15  |
| 4    | CRKSV Jong Holland        | 30  | 18 | 8  | 6 | 4  | 35 | 23 | +12  |
| 5    | UD Banda Abou             | 27  | 18 | 7  | 6 | 5  | 29 | 27 | +2   |
| 6    | SV Hubentut Fortuna       | 23  | 18 | 6  | 5 | 7  | 31 | 37 | -6   |
| 7    | VESTA WillemstadP         | 20  | 18 | 6  | 2 | 10 | 26 | 38 | -12  |
| 8    | SV Victory Boys           | 14  | 18 | 3  | 5 | 10 | 18 | 37 | -19  |
| 9    | Sport Unie Brion-Trappers | 11  | 18 | 1  | 8 | 9  | 17 | 36 | -19  |
| 10   | CRKSV Jong Colombia       | 11  | 18 | 2  | 5 | 11 | 13 | 41 | -28  |

|  | Qualification pour le Kaya 6                     |
|  | Participation au barrage de promotion-relégation |
|  | T : Tenant du titre P : Promu de Sekshon Amatùr  |

### Kaya 6
| Rang | Équipe                  | Pts | J | G | N | P | Bp | Bc | Diff |  | Résultats (▼ dom., ► ext.) | Hol | Sch | Dom | Bar | For | Und |
| ---- | ----------------------- | --- | - | - | - | - | -- | -- | ---- |  | -------------------------- | --- | --- | --- | --- | --- | --- |
| 1    | CRKSV Jong Holland      | 12  | 5 | 4 | 0 | 1 | 13 | 4  | +9   |  | CRKSV Jong Holland         |     |     | 0-2 | 3-2 | 2-0 |     |
| 2    | RKSV Scherpenheuvel     | 10  | 5 | 3 | 1 | 1 | 8  | 4  | +4   |  | RKSV Scherpenheuvel        | 0-2 |     |     |     |     | 2-1 |
| 3    | RKSV Centro DominguitoT | 9   | 5 | 3 | 0 | 2 | 12 | 7  | +5   |  | RKSV Centro DominguitoT    |     | 0-3 |     | 0-3 | 4-1 |     |
| 4    | CSD Barber              | 7   | 5 | 2 | 1 | 2 | 12 | 9  | +3   |  | CSD Barber                 |     | 1-1 |     |     |     | 3-0 |
| 5    | SV Hubentut Fortuna     | 3   | 5 | 1 | 0 | 4 | 8  | 15 | -7   |  | SV Hubentut Fortuna        |     | 0-2 |     | 5-3 |     |     |
| 6    | UD Banda Abou           | 3   | 5 | 1 | 0 | 4 | 5  | 19 | -14  |  | UD Banda Abou              | 0-6 |     | 0-6 |     | 4-2 |     |

|  | Qualification pour le Kaya 4 |
|  | T : Tenant du titre          |

### Kaya 4
| Rang | Équipe                  | Pts | J | G | N | P | Bp | Bc | Diff |  | Résultats (▼ dom., ► ext.) | Sch | Dom | Hol | Bar |
| ---- | ----------------------- | --- | - | - | - | - | -- | -- | ---- |  | -------------------------- | --- | --- | --- | --- |
| 1    | RKSV Scherpenheuvel     | 7   | 3 | 2 | 1 | 0 | 6  | 3  | +3   |  | RKSV Scherpenheuvel        |     | 3-2 |     |     |
| 2    | RKSV Centro DominguitoT | 4   | 3 | 1 | 1 | 1 | 9  | 6  | +3   |  | RKSV Centro DominguitoT    |     |     | 4-0 | 3-3 |
| 3    | CRKSV Jong Holland      | 3   | 3 | 1 | 0 | 2 | 2  | 7  | -5   |  | CRKSV Jong Holland         | 0-2 |     |     | 2-1 |
| 4    | CSD Barber              | 2   | 3 | 0 | 2 | 1 | 5  | 6  | -1   |  | CSD Barber                 | 1-1 |     |     |     |

|  | Qualification pour la finale nationale |
|  | T : Tenant du titre                    |

### Finale nationale
| 6 novembre 2016 | RKSV Centro Dominguito                     | 2 - 1 | RKSV Scherpenheuvel     | Ergilio Hato Stadion, Willemstad |  |
|                 | Stallone Isenia 32e · Randall Winklaar 85e |       | 35e Benjamin Gil Guedez |                                  |  |

### Barrage de promotion-relégation
Le 10e de Sekshon Pagá, le CRKSV Jong Colombia affronte le champion de deuxième division, l'Inter Willemstad en barrage pour attribuer la dernière place en première division la saison prochaine.
| Équipe 1              | Résultat | Équipe 2            | Aller | Retour |
| --------------------- | -------- | ------------------- | ----- | ------ |
| Inter Willemstad (D2) | 2 - 0    | CRKSV Jong Colombia | 1 - 0 | 1 - 0  |

- L'Inter Willemstad prend la place du CRKSV Jong Colombia en première division.

## Bilan de la saison
| Championnat de Curaçao de football 2016 |                                   |
| Champion                                | RKSV Centro Dominguito (5e titre) |
| Qualifications continentales            |                                   |
| CFU Club Championship 2017              | Aucun                             |
| Promotions et relégations               |                                   |
| Promus en Sekshon Pagá                  | Inter Willemstad                  |
| Relégués en Sekshon Amatùr              | CRKSV Jong Colombia               |